# Toxopeia
Toxopeia é um gênero de mariposa pertencente à família Acrolepiidae.